# Ratsirakia legendrei
Ratsirakia legendrei is een straalvinnige vissensoort uit de familie van de slaapgrondels (Eleotridae). De wetenschappelijke naam van de soort werd voor het eerst geldig gepubliceerd in 1919 door Jacques Pellegrin.